# Scaphidysderina scutata
Espèce
Scaphidysderina scutata est une espèce d'araignées aranéomorphes de la famille des Oonopidae.

## Distribution
Cette espèce est endémique de la région de Huánuco au Pérou,. Elle se rencontre vers 1 600 m d'altitude dans la cordillère Azul

## Description
La femelle holotype mesure 3,04 mm.

## Publication originale
- Platnick & Dupérré, 2011 : The Andean goblin spiders of the new genus Scaphidysderina (Araneae, Oonopidae), with notes on Dysderina. American Museum Novitates, no 3712, p. 1-51 (texte intégral).